# Greatest Hits (альбом Ace of Base)
| Оценки критиков               | Оценки критиков |
| Источник                      | Оценка          |
| ----------------------------- | --------------- |
| AllMusic                      | [ 1 ]           |
| Entertainment Weekly          | B               |
| The Rolling Stone Album Guide | [ 3 ]           |
| Encyclopedia of Popular Music | [ 4 ]           |

Greatest Hits — сборник лучших хитов шведской поп-группы Ace of Base.

## Об альбоме
Альбом Greatest Hits является североамериканским аналогом международного альбома Singles of the 90s. Сборник Greatest Hits был выпущен компанией Arista 18 апреля 2000 года, которая выполнила свои контрактные обязательства перед группой и завершила с ней сотрудничество.
Альбом содержал ошибку в треке «The Sign» (была вырезана одна секунда из начала песни) и всего лишь один новый трек, «C'est la Vie (Always 21)», который также был представлен в альбоме Singles Of The 90s вместе с двумя другими новыми композициями. Песня «Life Is a Flower», которая ранее была исключена из альбома Cruel Summer в пользу «Whenever You're Near Me» из-за «слишком европейского звучания», впервые на данном сборнике стала доступна американской аудитории. Релиз включал новый ремикс на песню «Everytime It Rains», однако на коробке не было указано, что это ремикс, а заявленное время звучания соответствовало времени звучания оригинальной радио-версии — 3:55, а не фактическому времени звучания композиции — 4:17.
Ремикс был выпущен на радиостанциях США в марте 2000 года в качестве единственной промо-кампании альбома. Песня не получила популярности в эфире, и без какой-либо дальнейшей рекламы альбом не попал в чарты Billboard c продажами менее 5000 копий в первую неделю после выхода. Это был первый альбом Ace of Base, который не попал в чарты. Greatest Hits невозможно приобрести в США через iTunes, однако альбом Singles of the 90s остаётся там доступным.

## Список композиций
| №                   | Название                               | Автор(ы)                                            | Длительность |
| ------------------- | -------------------------------------- | --------------------------------------------------- | ------------ |
| 1.                  | «All That She Wants»                   | Юнас Берггрен, Ульф Экберг                          | 3:30         |
| 2.                  | «The Sign»                             | Юнас Берггрен                                       | 3:08         |
| 3.                  | «Everytime It Rains» (Metro Radio Mix) | Билли Штайнберг, Рик Ноуэлс, Мария Видаль           | 4:17         |
| 4.                  | «Beautiful Life»                       | Юнас Берггрен, Джон Баллард                         | 3:40         |
| 5.                  | «Cruel Summer»                         | Сара Даллин, Керен Вудворд, Стив Джолли, Тони Свейн | 3:33         |
| 6.                  | «Don't Turn Around»                    | Альберт Хаммонд, Дайан Уоррен                       | 3:48         |
| 7.                  | «Lucky Love» (Acoustic Version)        | Юнас Берггрен, Билли Штайнберг                      | 2:52         |
| 8.                  | «Always Have Always Will»              | Майк Чепмен                                         | 3:44         |
| 9.                  | «Life Is a Flower»                     | Юнас Берггрен                                       | 3:44         |
| 10.                 | «C'est la Vie (Always 21)»             | Юнас Берггрен                                       | 3:26         |
| 11.                 | «Lucky Love» (Frankie Knuckles Mix)    | Юнас Берггрен, Билли Штайнберг                      | 3:41         |
| 12.                 | «Beautiful Life» (Junior Vasquez Mix)  | Юнас Берггрен, Джон Баллард                         | 8:25         |
| Общая длительность: | Общая длительность:                    | Общая длительность:                                 | 47:56        |